# حرار
حرار (به عربی: حرار) یک منطقهٔ مسکونی در لبنان است که در شهرستان عکار واقع شده‌است. حرار ۷٫۶۷ کیلومتر مربع مساحت و ۲٬۳۰۶ نفر جمعیت دارد و ۸۸۰ متر بالاتر از سطح دریا واقع شده‌است.